# آن دونر
آن دونر (بالإنجليزية: Ann Downer)‏ (28 نوفمبر 1960 - 19 نوفمبر 2015)؛ كاتبة للأطفال، كاتِبة وروائية أمريكية.